# Cassa di Risparmio di Ascoli Piceno
La Cassa di Risparmio di Ascoli Piceno S.p.A. (conosciuta anche come CARISAP S.p.A.) è stata un istituto di credito di Ascoli Piceno facente parte del gruppo Intesa Sanpaolo, con sede legale ad Ascoli Piceno in Corso Mazzini 190.

## Storia
La banca viene fondata il 25 aprile 1842 con rescritto pontificio ad Ascoli Piceno, dove nel 1915 venne aperta la nuova e definitiva sede sul Corso, pregevole opera architettonica di Cesare Bazzani; incorporò nel 1927 la Cassa di Risparmio di Offida e nel 1940 la Cassa di Risparmio di Amandola. Rimase Ente di diritto pubblico fino al 1992, quando le attività creditizie vennero conferite alla CARISAP S.p.A., mentre quelle di natura sociale vennero affidate alla nascente Fondazione bancaria.
Nel 1994 la Cariplo ne acquisisce il 25%, e nel 1998 ne aumenta la sua partecipazione al 66%.

### Incorporazione della Banca dell'Adriatico
Nel settembre 2012 avviene l'acquisizione della Banca dell'Adriatico, anch'essa controllata da Intesa Sanpaolo, che il 15 aprile 2013 si fonde per incorporazione in CARISAP. Viene così creata una nuova banca che mantiene la denominazione di "Banca dell'Adriatico" e comprende tutte le filiali delle Marche, Abruzzo e Molise del gruppo Intesa Sanpaolo con sede legale e direzione generale ad Ascoli Piceno .
L'unico azionista era la capogruppo Intesa Sanpaolo, dove dal 16 maggio 2016 la banca è confluita.